# Андреј (сарајевски сликар)
Андреј (17 век) био је сарајевски сликар.

## Биографија
Познате су три Андрејеве слике:
- Свети Киријак (1649), потписана слика рађена у маниру критске школе,
- Исус (1654), потписана слика са више фигура,
- Крштење Христово (претпоставља се да је Андрејева)

Слика Свети Киријак се налази у православној цркви у Травнику, а друге две у Музеју Старе цркве у Сарајеву.